# Franz Deutmann
Franz Deutmann (né le 27 mars 1867 à Zwolle ; mort le 18 juillet 1915 à Blaricum) est un peintre et un photographe néerlandais. Il est membre de l'art Coopérative Arti et Amicitiae. Il est membre de la colonie d'artistes "École Laren". Cette colonie est une émanation de l'École de La Haye. Comme un peintre, il se spécialiste dans les portraits d'image, la nature morte et le genre.

## Quelques œuvres

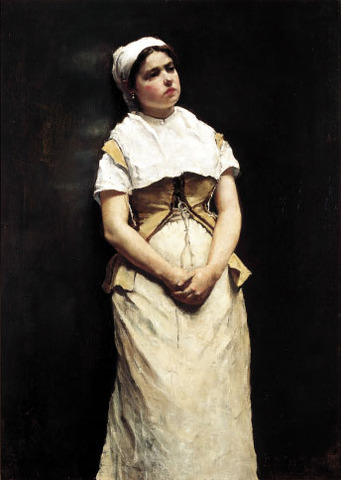
Femme flamande. Vers 1887, Singer Collectie (nl), Singer Museum, Laren
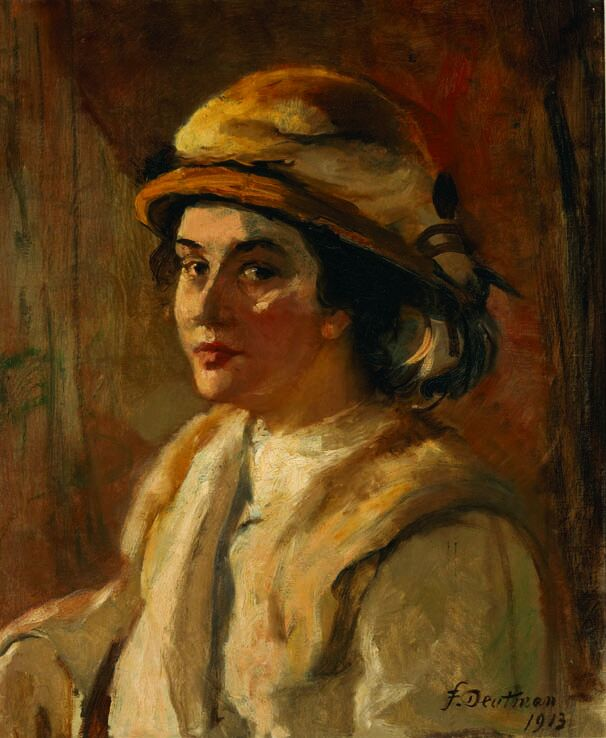
Portrait de femme, 1913
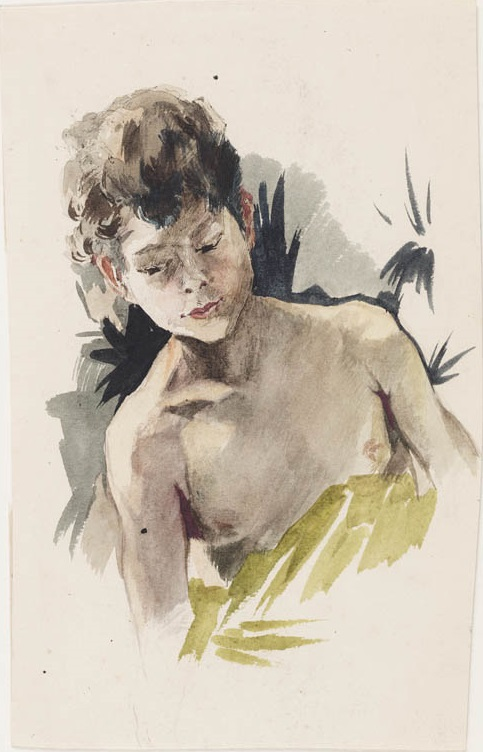
Femme indonésienne
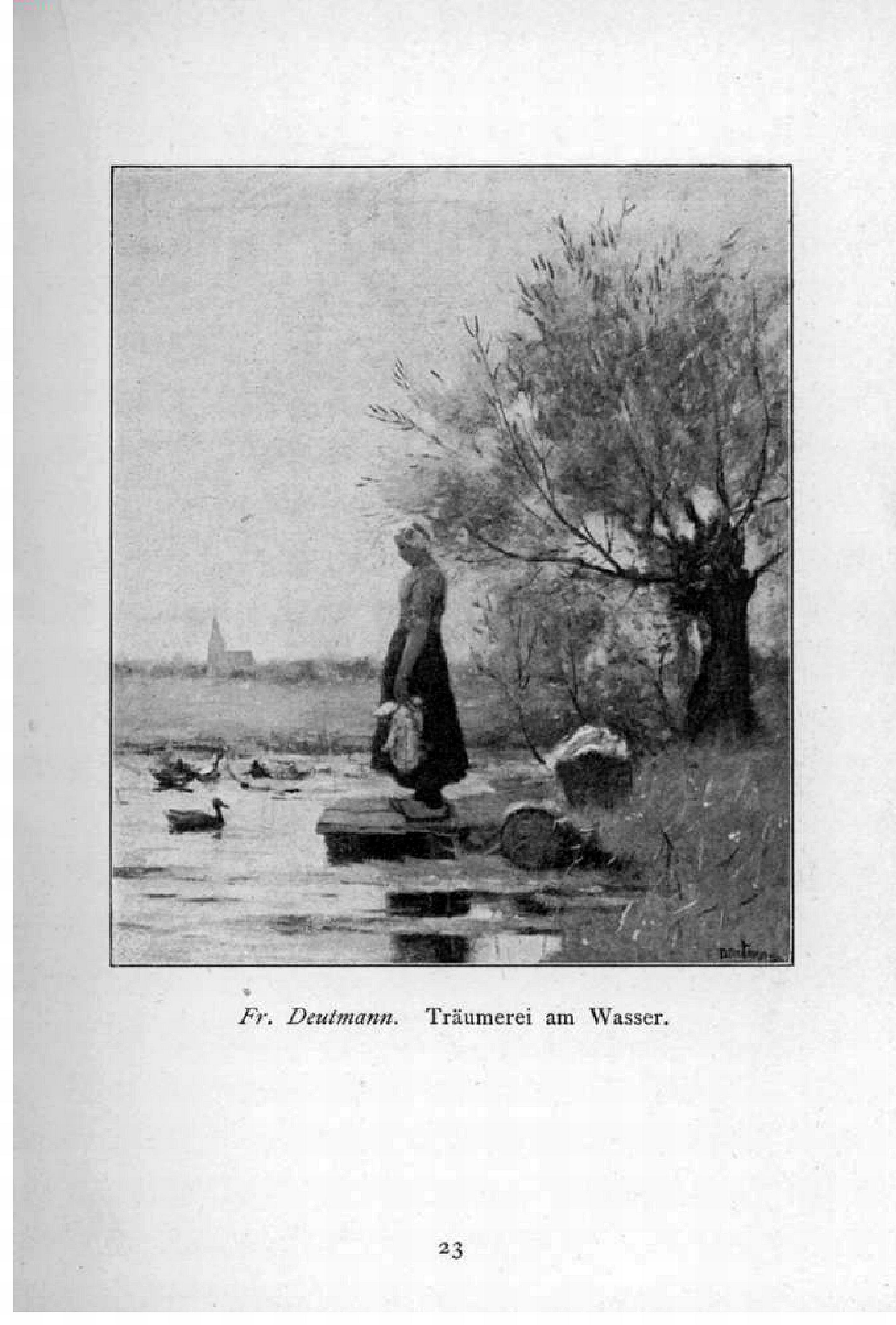
Träumerei am Wasser (Rêverie au bord de l'eau), catalogue officiel de l'exposition Münchener Jahresausstellung au palais des glaces, Munich, 1899[2],

## Expositions
- 1903 Stedelijke internationale tentoonstelling van kunstwerken van levende meesters, Stedelijk Museum, Amsterdam.
- 1907 Stedelijke internationale tentoonstelling van kunstwerken van levende meesters, Stedelijk Museum, Amsterdam.
- 1912 Stedelijke internationale tentoonstelling van kunstwerken van levende meesters, Stedelijk Museum, Amsterdam.
- 1914 Tentoonstelling van werken door Franz Deutman: Laren, Rotterdam.
- 1916 Tentoonstelling van werken van Franz Deutman, Arti et Amicitiae, Amsterdam.
- 1917 Tentoonstelling. Atelier Franz Deutman, Amsterdam.
- 2005-2006 Groepstentoonstelling: Onstuitbare verzamelaar J.F.S. Esser : Mondriaan, Breitner, Sluijters e.a., Singer Museum, Laren